# Os Grandes Portugueses
Os Grandes Portugueses ist eine portugiesische TV-Show aus dem Jahr 2007, die vergleichbar ist mit dem deutschen Format Unsere Besten. Sie wurde nach dem Vorbild der 100 Greatest Britons vom Sender Rádio e Televisão de Portugal entwickelt. Ziel war es, durch Befragungen den „besten“ oder „größten“ Portugiesen aller Zeiten zu ermitteln. Aufsehen erregte dabei vor allem, dass der Diktator António Salazar mit Abstand auf Platz eins gewählt wurde.

## Die besten Zehn
- 1. António de Oliveira Salazar – Politiker, Diktator Portugals 1932–68 (41 %)
- 2. Álvaro Cunhal – Politiker, Vorsitzender der Partido Comunista Português 1961 bis 1992 (19,1 %)
- 3. Aristides de Sousa Mendes – Diplomat, Retter von Flüchtlingen vor der Nazi-Diktatur (13 %)
- 4. Alfonso I. – König (12,4 %)
- 5. Luís de Camões – Poet (4 %)
- 6. Johann II. – König (3 %)
- 7. Heinrich der Seefahrer – Prinz (2,7 %)
- 8. Fernando Pessoa – Poet (2,4 %)
- 9. Marquês de Pombal – Politiker (1,7 %)
- 10. Vasco da Gama – Entdecker (0,7 %)

## Trivia
- 19 Frauen wurden in die „Top 100“ gewählt. Am höchsten platziert war die Fadista Amália Rodrigues auf Rang 14.
- 33 zur Zeit der Wahl noch lebende Personen sind unter den besten 100 vertreten.
- Es gab auch eine Liste der schlechtesten Portugiesen (Os Piores Portugueses), die ebenfalls von Salazar gewonnen wurde.